# Hraniční přechod Píšť–Owsiszcze
Hraniční přechod Píšť–Owsiszcze (polsky Przejście graniczne Owsiszcze–Píšť) je bývalý silniční hraniční přechod na česko-polské státní hranici na hraničním úseku II/21/10 - II/21/11 mezi českou obcí Píšť (okres Opava, Moravskoslezský kraj) a polskou vesnicí Owsiszcze (okres Ratiboř, Slezské vojvodství). Přechod leží v nadmořské výšce 211 m n. m. na silnici II/466. Před zrušením byl určen pro pěší, cyklisty a motoristy.
Hraniční přechod byl zrušen při vstupu České republiky do Schengenského prostoru v roce 2007. V případě dočasného znovuzavedení ochrany vnitřních hranic je provoz na hraničním přechodu upraven Sdělením Ministerstva vnitra č. 395/2021 Sb.